# Křižmo

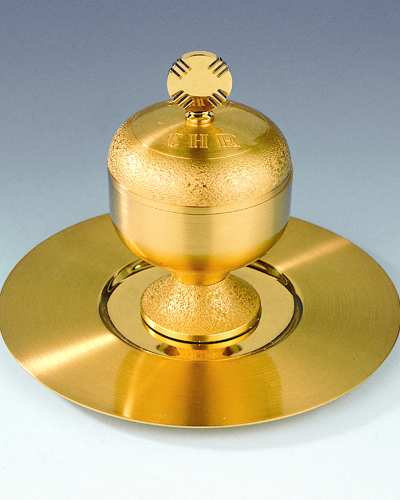
Křižmo ve zlaté nádobce

Křižmo, v původním řeckém originále χρίσμα, ve významu pomazání, pomazaný, též nazývané myrha či chrizma a v pravoslaví též myro (odtud myropomazání), je svěcený olej používaný v římskokatolické, řeckokatolické, pravoslavné, starokatolické i některých protestantských církvích. Z hlediska složení jde o směs olivového oleje a balzámu, případně dalších příměsí.
V římskokatolické církvi se používá po křtu (na čelo), při udílení svátosti biřmování (na čelo), při kněžském svěcení (na ruce) a při biskupském svěcení (na hlavu). Dále se olej používá při svěcení kostelů, oltářů, mešních kalichů a zvonů. Olej samotný je svěcen při dopolední liturgii na Zelený čtvrtek (missa chrismatis).